# Eichigt
Eichigt är en kommun och ort i Vogtlandkreis i förbundslandet Sachsen i Tyskland. Kommunen har cirka 1 100 invånare.
Kommunen ingår i förvaltningsområdet Oelsnitz/Vogtl. tillsammans med kommunerna Bösenbrunn, Oelsnitz/Vogtl. och Triebel/Vogtl..